# Leptosolena
Leptosolena es un género de plantas con flores perteneciente a la familia Zingiberaceae. Comprende tres especies.

## Especies seleccionadas
- Leptosolena auriculata
- Leptosolena haenkei
- Leptosolena insignis